# Ioan Mihai Cochinescu
Ioan Mihai Cochinescu (n. 16 aprilie 1951, Timișoara, România) este un prozator, scenarist și regizor de film, artist fotograf și muzicolog român.

## Studii
- A absolvit în anul 1974 Universitatea Națională de Muzică din București, Facultatea de Compoziție-Muzicologie, unde i-a avut ca profesori pe George Bălan, Dan Constantinescu, Myriam Marbe, Victor Giuleanu, Emilia Comișel, Dumitru D. Botez, Marin Constantin, Grigore Constantinescu, Dan Buciu, Alexandru Leahu.
- Doctor în muzică (estetică) al Universității Naționale de Muzică din București cu teza "Barocul muzical venețian ilustrat prin creația și personalitatea lui Antonio Vivaldi", 2005).
- În prezent, Ioan Mihai Cochinescu este profesor de estetică și pian la Liceul de Artă din Ploiești.

## Activitatea literară și artistică
- Participă în anii '80 la activitatea unor cenacluri literare bucureștene cunoscute, cum ar fi: Cenaclul de proză "Junimea", condus de criticul Ovid S. Crohmălniceanu, Cenaclul de luni , condus de profesorul Nicolae Manolescu, Cenaclul "I. L. Caragiale" din Ploiești, dar și la unele aproape anonime, din Câmpina, Mizil, Pucioasa sau Cenaclul Literar din Slănic, încercând astfel să anihileze, ca mulți dintre colegii săi optzeciști, efectul nepublicării lor în volume sau reviste literare, ca urmare a cenzurii practicate în epocă. Are apariții sporadice, cu proze scurte, în revistele "Argeș" (1968), "SLAST" (1986) și "Tribuna" (1987). Este scos de către cenzură dintr-un volum colectiv de proze scurte (1986, Editura Cartea Românească).
- Participă cu lucrări de artă fotografică la expozitii și concursuri în țară, dar și în Franța, Brazilia, Polonia, ș.a.m.d. (1982 - 1986), obținând prestigioase premii. Publică eseuri, articole și traduceri în revista "Fotografia".
- Inventează formele fotoplane și fotospațiale, expuse la Galeriile de Artă Fotografică AAF (București, 1983), Sala Dalles (Bucuresti 1983) și în Polonia (1986). Inițiază în 1987 la Ploiești Primul Salon Național de Eseu Fotografic, ESEF '87.

## Afilieri
- Ioan Mihai Cochinescu este membru al Uniunii Scriitorilor din România - USR (1993), membru al Asociației Artiștilor Fotografi din România - AAF (1982), membru fondator și președinte al Societății Pentru Literatură Ploiești - SPLP (1990), membru fondator (1994) și membru în Consiliul de conducere (1996) al Asociației Scriitorilor Profesioniști din România - ASPRO.

## Opere literare și de cercetare științifică
- Debutează editorial după revoluția din 1989, cu romanul Ambasadorul (Editura Cartea Românească, 1991).
- În 1993, apare volumul Rock & Depeche. Filmul unui roman (Editura LiberART, Ploiești).
- În 1996 apar Visul de iarnă al Isabellei și Insula, (Editura RAO), proze scurte din anii ‘80.
- În 2001 apare volumul Tratatul de caligrafie (eseuri, Editura Noel Computers, Ploiești).
- În pregătire pentru editare, volumele: Sublimul (studii de estetică, 1994), Alchimia și muzica (2005), Barocul muzical venețian (2005) și monografia Antonio Vivaldi (2005).

## Volume publicate
- Ambasadorul, București, Cartea Românească, 1991 - roman
- Rock@Depeche. Filmul unui roman, roman (1993)
- Visul de iarnă al Isabelei, povestiri (1996)
- Tratatul de caligrafie, eseuri (2001)
- Paris: À la recherche des rues perdues, traducere Ioana Emilia Drăgoi, Ploiești, Edit Art, 2006.
- Vulpea lui Akira, editura Trei, 2022 - roman-puzzle

## Creații în domeniul cinematografiei (ca regizor și scenarist)
- Ultimul om de zăpadă (1968)
- Când oamenii se joacă (1969)
- Casa de pe colină (1969)
- Orașul (1970)
- Peștele în apă (1971)
- Nunta (1974)

## Colaborări la reviste literare, radiodifuziune, televiziune
Revistele : Contrapunct, România Literară, Literatorul, Caiete Critice Televiziunea Română, Radiodifuziunea Română, TV Antena 1, etc.

## Premii literare
- Premiul Academiei Române (31 august 1993)
- Premiul Uniunii Scriitorilor din România (1992)
- Premiul pentru proză Liviu Rebreanu (1992)